# Ana Lentsch
Ana Lentsch (Montzen, Bélgica; 8 de noviembre de 1943) es una pintora, escultora y grabadora española de origen alemán.

## Carrera artística
De formación autodidacta, su obra es extremadamente significativa dentro de la alternativa del Arte Contemporáneo, por su fidelidad en la investigación técnica, lenguaje pictórico y compromiso con la sociedad de su tiempo. Lentsch es la creadora y máxima exponente del Óleo Shmatting, una valiente aportación en el arte de vanguardia de los últimos años. Debido al complejo proceso al que somete a sus lienzos, sus obras aportan una textura casi escultórica, fácilmente reconocible por los matices y relieves así como por las continuas capas de color que inserta sobre los lienzos y sobre los que finalmente realiza vaciados.
Busca la renovación constante y por ello no se encierra en una sola temática u estilo concreto, diriase una artista inetequitable ya que su extensa obra ha pasado por diferentes movimientos pictóricos hasta encontrar su técnica propia en 1991, antes: Expresionismo desde 1955 a 1963 y Realismo mágico desde 1970 a 1988, dentro de este género admira a Rembrandt, Goya, Modigliani y a James Ensor. Su trayectoria pictórica empieza a los 15 años de edad cuando gana el primer concurso de pintura en la ciudad de Dülken (Alemania), sirviendo de fuerte inspiración las obras de Durero y Gaugin. Fruto de la escuela centro europea, donde la acidez era condición insustituible en la plástica, Lentsch deja la dialéctica flamenca o germánica para conectar y transmitir su visión desde la ironía o al dramatismo más profundo. Presenta sus obras por series pictóricas que difiere por años, temáticas y lectura, preservando en todas ellas una mordaz crítica social. Gusta también de recuperar series pasadas para enlazarlas con sus últimas creaciones. Misterio, mística, música, literatura y vivencias pasadas, forman parte de la obra de Lentsch. Su vida transcurrió en Alemania: Dülken hasta 1963, cuando dejó su país de origen para trasladarse a Barcelona.

## Exposiciones
- 2009- Torre de Ariz, Basauri, Vizcaya.
- 2008- Grandes Maestros del Arte Contemporáneo Español, Galería Siena, Bilbao.
- 2007- Homo Libris, Liber Est Universidad Jaume I, Castellón.
- 2006- Homenaje a Camille Saint-Saëns Fondo Internacional de Pintura, Barcelona.
  - -Homo Libris, Liber Est Universidad de Salamanca.
  - El Carnaval de los Animales Gothsland Galería de Arte, Barcelona.
- 2005- Colección" Espai 28 Mataró, Barcelona.
  - Cenizas sobre Senderos Milenários Templo Romano de Vic, Barcelona.
  - Cenizas sobre Senderos Milenários Tinglado1, Puerto de Tarragona.
- 2004- Retrospectiva 1955-2004 Casa Elizalde, Barcelona.
  - Sefarad un sueño...Museo David Melul, Béjar, Salamanca.
  - Europa Raptada"C.C. Amigos de las Artes de Terrassa.
  - Darby Louise Walter Towers Gallery, Chicago, EUA.
- 2003- Galería Gala, Chicago, USA.
- 2002- Im Eskaheh Yerushalayim C.Bonastruc Ça Porta, Gerona.
  - El Carnaval de los Animales, Librería Blanquerna, Madrid.
- 2001- Return Again Janice Charach Epstein Gallery, Detroit, USA.
  - Venloerstrasse 54 Galería Trama, Barcelona.
  - Shema Kolí Olam Espai Agustí Massana, Barcelona.
  - La Galería, Sant Cugat del Vallés, Barcelona.

1999- Galería Prisma, Viena, Austria.
1998- Galería Dima, París.
- L´Estro Armónico Galería Trama, Barcelona.

1997- Galería de Arte Brok, Barcelona
- Dibujo, Pintura y Escultura, C.Cultural Caixa de Terrassa.

1996- Sinfonía Balcánica Casa de Cultura de St.Cugat Vallés, Barcelona.
- Museo Sefardí de Toledo, Dep.Cultura, Toledo.
- Naufragio en Ararat Galería de Arte Eude, Barcelona.
- Galería Dima, Graz, Austria.
- Galería Prisma, Viena, Austria.
- Fundación Caixa de Terrassa, Barcelona.
- Le Hayim Sarajevo, C. Cívico La Sedeta, Barcelona.

1995- Los Últimos 35 años Fundación Caja Madrid, Barcelona.
- Sinfonía Balcánica 93-95 Museo Monjo, Vilasar de Mar, Barcelona.
- Sinfonía Balcánica 93-95 Museo de Historia de San Felíu de Guixols, Gerona.

## Obra en Museos
- Museo Ebraico di Venezia, Italia.
- Dep.Bellas Artes, Biblioteca Nacional, Madrid.
- Universidad de Slamanca, Slamanca.
- Rohnerhaus Kunstmuseum, Lauterach, Austria.
- Museo David Melúl, Béjar, Salamanca.
- Autoridad Portuaria de Tarragona.
- Fundación Centro Cultural Caixa de Terrassa.
- Patronato Municipal Call de Gerona.
- Temple Emanuel, Denver, CO, USA.
- Museo Sefardí de Toledo, Toledo.
- Museo Comarcal de Manresa, Barcelona.
- Fundación Obra Social Caja Madrid, Madrid.
- Fundación Banco Central Hispano, Madrid.
- Museo de Historia de San Felíu de Guixols, Gerona.
- Temple Kol Amí, West Bloomfield, MI, USA.
- Fundación F.C.Barcelona.
- Musée Juif de Belgique, Bruselas.
- Ayuntamiento de San Cugat del Vallés, Barcelona.
- Ayuntamiento de San Felíu de Guixols, Gerona.
- Fundación Caixa Catalunya, Barcelona.
- Herlizya Museum, Israel.
- Colección Testimonio 96-97-Caja de Ahorros y Pensiones de Barcelona.
- Fundación Cruz Roja Española, Barcelona.
- Museo Rafael Zabaleta, Quesada, Jaén.
- Diputación de Barcelona.
- Museo de Arte Contemporáneo de Villafamés, Castellón.
- Salon des Nations, París.

## El Shmatting
La técnica Shmatting es creación original y genuinamente propia de la artista Ana Lentsch. El nombre viene dado por el crítico de arte Israelí Mordechai Omer, ya que Shmatting proviene del vocablo Yidish, Shmatte (trapo). Esta técnica consiste en preparar un lienzo virgen de la mejor calidad y sin cola, aplicando luego una emulsión blanca acrílica. Una vez cubierta la tela ya seca se incorpora de nuevo una segunda emulsión y antes de secarse se va rellenando con Shmattes, dando forma, añadiendo el elemento humano a la obra. Una vez la tela está seca se cubre con una tercera capa de dicha emulsión, y esta vez en fresco, se dibuja con un buril las formas deseadas. Se deja secar y luego se añade color incorporando luces. El problema radica en la rapidez que exige la ejecución en el dibujo ya que no admite error ni rectificación. Igual que en la pintura al fresco, el artista debe tener la idea muy clara para ejecutar la obra, de forma que la intensidad del trabajo es enorme en concentración y precisión.